# Светът на жестовете
„Светът на жестовете“ е специализирано телевизионно предаване за хора с увреден слух по Българската национална телевизия. Посветено е на интеграцията на хората със слухов дефицит и изобщо на хората с различни възможности.
Негов създател е Христо Семерджиев. След него автор и водещ е Надежда Мирчева. Режисьор е Денислав Георгиев, а асистент-режисьор – Антония Радичева.